# Hrob neznámého vojáka (Londýn)
Hrob neznámého britského vojáka (známý jako „Hrob Neznámého vojína“) uchovává ostatky neidentifikovaného člena britských ozbrojených sil, který byl zabit na frontě během první světové války. Byl pohřben 11. listopadu 1920 ve Westminsterském opatství v Londýně. Ve stejné době probíhal obdobný pohřeb u Vítězného oblouku v Paříži a to neznámého francouzského vojáka. Oba hroby byly prvními místy, kde byla vzdána pocta neznámým padlým z první světové války. Jedná se také o první případy hrobu Neznámého vojína.

## Minulost neznámého vojína

### Původ

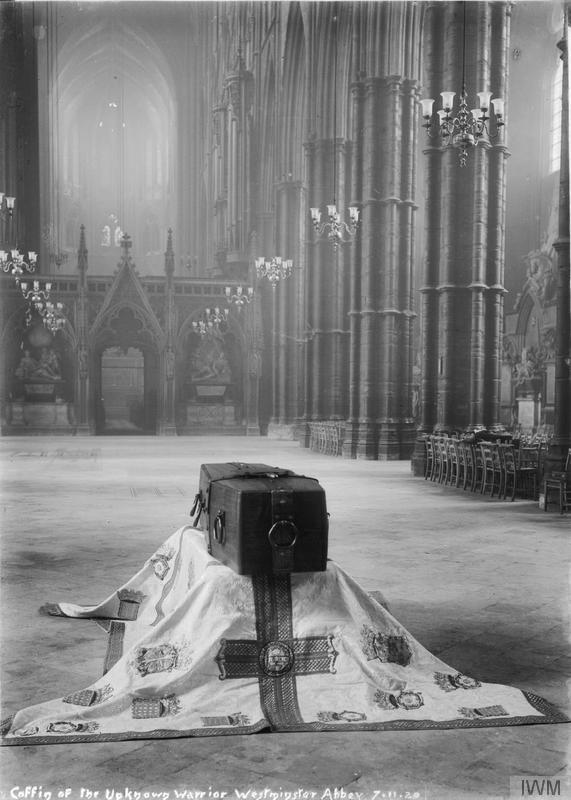
Rakev neznámého vojína v opatství v roce 1920, před pohřbem

S nápadem na zřízení hrobu neznámého vojína přišel v roce 1916 reverend David Railton, který během svého působení jako vojenský kaplan na západní frontě, uviděl hrob s provizorním křížem, na němž bylo tužkou napsáno „neznámý britský voják“.
Poslal tedy roku 1920 westminsterskému děkanovi, Herbertu Ryleovi, návrh, aby byl nějaký neznámý britský voják z bitevních polí ve Francii pohřben s náležitými poctami ve Westminsterském opatství, „mezi králi“, a tím se vzdal hold stovkám tisíců těch, kteří padli ve jménu Britského impéria. Tuto myšlenku silně podpořil jak děkan, tak i tehdejší předseda vlády David Lloyd George.

### Výběr, příjezd a obřad
Přípravy byly svěřeny do rukou lorda Curzona z Kedlestonu, který s pomocí speciálního výboru zorganizoval bohoslužbu a našel příhodné místo. Z různých bojišť byly exumovány vhodné ostatky a v noci ze dne 7. listopadu 1920 přivezeny do kaple v Saint-Pol-sur-Ternoise poblíž francouzského Arrasu. Těla byla přijata nositelem Řádu britského impéria, reverendem Georgem Kendallem. Brigádní generál L. J. Wyatt a podplukovník E. A. S. Gell, z komise pro vojenské hroby, pak vešli sami do kaple, kde ležely čtyři prosté rakve, zakryté vlajkami Velké Británie. Ani jeden z důstojníků nevěděl, ze kterého bojiště vojáci pocházeli. Brigádní generál Wyatt se zavřenýma očima položil ruku na jednu z rakví, ostatní padlé pak Kendall odvezl, aby byli znovu pohřbeni.
Rakev neznámého vojáka poté zůstala přes noc v kapli a 8. listopadu odpoledne byla v doprovodu reverenda Kendalla, a pod vojenským dozorem, převezena na středověký hrad v areálu citadely v Boulogne. Cestu mezi Ste Pol a hradem při tomto převozu lemovali vojáci. Pro tuto příležitost byla hradní knihovna přeměněna na smuteční místnost, u které přes noc držela stráž rota 8. francouzského pěšího pluku, nedávno hromadně vyznamenaná Řádem čestné legie.
Následujícího rána vstoupili do hradní knihovny dva pohřební zřízenci a uložili rakev do sarkofágu z dubových trámů ze stromů od paláce Hampton Court. Sarkofág byl opásán železem a byl na něj připevněn křižácký meč, osobně vybraný z královské sbírky Jiřím V., přes nějž byl přibit železný štít s nápisem „Britský válečník, který ve Velké válce v letech 1914–1918 padl za krále a za vlast“.
Sarkofág byl poté umístěn na francouzský vojenský povoz tažený šesti černými koňmi. V 10:30 se rozezněly všechny kostelní zvony v Boulogne, trumpety francouzské kavalérie a polnice pěchoty začaly hrát Aux Champs (pochodovou píseň). Poté se míle dlouhý průvod, vedený tisícovkou místních školáků a doprovázený divizí francouzských vojsk, vydal dolů do přístavu.
Než byl sarkofág vynesen po můstku na torpédoborec HMS Verdun, zasalutoval mu z nábřeží maršál Foch a dal botsmanskou píšťalou pokyn k vyplutí. Verdun těsně před polednem vytáhl kotvy v doprovodu šesti bitevních lodí. Když se flotila přepravující rakev přiblížila ke hradu Dover, přivítala je salva polního maršála z 19 děl. Loď zakotvila u železniční stanice Dover Marine v západních docích 10. listopadu. Tělo neznámého vojáka bylo dopraveno do Londýna železniční společností South Eastern and Chatham Railway v nákladním voze č. 132, který předtím přepravoval těla Edith Cavellové a Charlese Fryatta. Vagón byl uchován železniční společností Kent and East Sussex Railway. Vlak zamířil na nádraží Victoria Station, na jehož nástupiště číslo 8 dorazil ve 20:32, a tam zůstal přes noc. (Na nádraží Victoria Station toto místo připomíná pamětní deska, a každý rok 10. listopadu se tam mezi nástupišti 8 a 9 koná památeční mše organizovaná sdružením The Western Front Association.) 
Ráno 11. listopadu 1920 byl sarkofág umístěn na lafetu královské koňské artilerie (taktické skupiny N Battery RHA) a tažen šesti koňmi skrze ztichlé davy. Když se pohřební průvod vydal na cestu, v Hyde Parku zazněla další salva polního maršála. Následovala cesta do Hyde Park Corner, do ulice Mall a do Whitehallu, kde byla králem a císařem Jiřím V. odhalena „symbolická prázdná hrobka“, kenotaf. Průvod do Westminsterského opatství následoval král, královská rodina a státní tajemníci. Tam byl pak sarkofág přenesen do západní chrámové lodi opatství, lemované čestnou stráží sestavenou ze stovky nositelů Viktoriina kříže.
Čestným hostem byla asi stovka žen. Byly vybrány, protože každá z nich ve válce přišla o manžela a všechny syny. „Každá žena, která toho tolik ztratila, a požádala o účast, mohla přijít.“
Rakev byla poté pohřbena na nejzápadnějším konci chrámové lodi, jen pár stop od vchodu, do půdy přivezené z každého z hlavních bitevních polí, a zakrytá hedvábnou pokrývkou. Příslušníci ozbrojených sil drželi stráž a kolem nich tiše procházely desítky tisíc truchlících. Obřad zřejmě posloužil i jako forma katarze po kolektivním truchlení do té doby nevídaného rozsahu.
Hrob (jediný náhrobek v opatství, po kterém je zakázáno chodit) byl poté zakryt černým belgickým mramorem a byl na něj mosazí z roztavené válečné munice vyryt tento nápis, který složil Herbert Edward Ryle, děkan z Westminsteru. 
Pod tímto kamenem spočívá tělo
Britského vojína
Neznámého jména i hodnosti
Z Francie přivezeného, aby ležel mezi
Nejvýznačnějšími této země
Pohřbeno zde na Den válečných veteránů
11. listopadu 1920 za přítomnosti
Jeho Veličenstva krále Jiřího V.
Jeho státních tajemníků
Velitelů jeho složek
A bezpočtu krajanů
Tak jest připomínány
Zástupy, které během Velké
Války let 1914 – 1918 toho nejcennějšího se vzdaly,
Co člověk může životu samému dát
Za Boha
Za krále a vlast
Za nejbližší, domov a říši
Za posvátné cíle spravedlnosti a
Svobody světa
Pohřbili ho mezi králi, protože on
Konal dobro vůči Bohu i vůči
Jeho rodu
Kolem hlavního nápisu jsou i čtyři citáty z Nového zákona: 
Pán zná svoje (nahoře; 2 Timotejovi 2:19)
Prý neznámí, a zatím jsme dobře známí; jako zmírající, a hle - žijeme (na straně; 2 Korinťanům 6:9)
Nikdo nemá větší lásku (na straně; Jan 15:13)
Pro svoje spojení s kristem všichni budou povoláni k životu (na základně; 2 Korinťanům 15:22)

### Pozdější historie

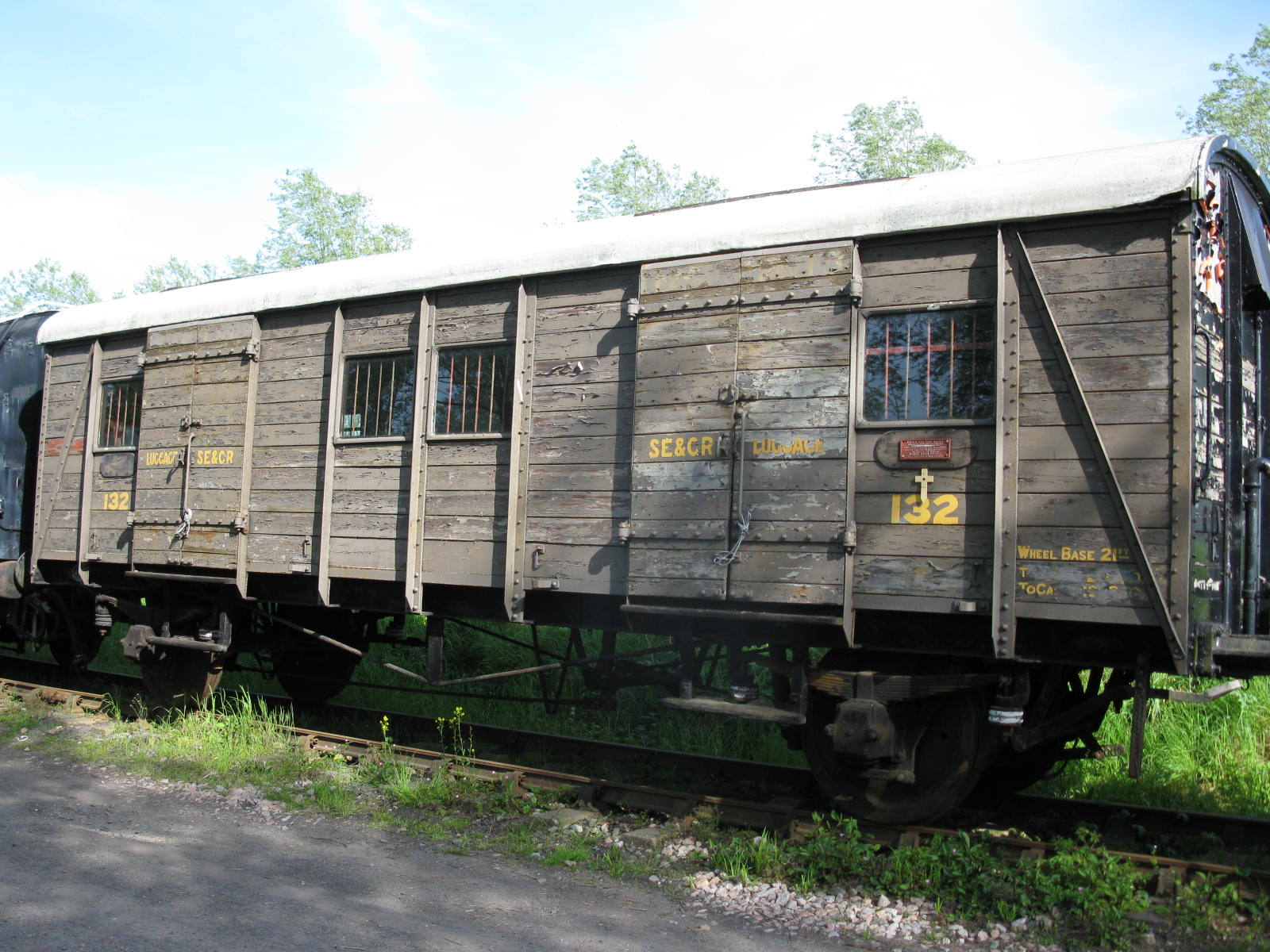
Vůz, ve kterém bylo přepraveno tělo neznámého vojína, před restaurováním roku 2010

O rok později, 17. října 1921, dostal neznámý vojín z rukou generála Johna Pershinga nejvyšší americké vyznamenání za chrabrost, Medaili cti, která byla pověšena na sloupek blízko hrobky. Na oplátku byl 11. listopadu téhož roku neznámému vojákovi z Ameriky udělen Viktoriin kříž.
Když se 26. dubna 1923 Elizabeth Bowes-Lyon (později její Veličenstvo královna Alžběta, královna matka) provdala za prince Alberta, vévodu z Yorku, (ze kterého se stal král Jiří VI.) položila kytici u této hrobky na cestě do opatství u vzpomínky na jejího bratra Ferguse, který zemřel v bitvě o Loos v roce 1915 (a jehož jméno bylo poté uvedeno mezi nezvěstnými na Loosovském památníku, ačkoli mu byl v roce 2012 na hřbitově Quarry Cemetery ve Vermelles věnován náhrobní kámen). Ještě dnes jsou kytice královských nevěst, které se vdávají ve Westminsterském opatství, den po svatbě a pořízení všech svatebních fotografií, položeny na tento hrob. Je to také jediný náhrobek, který nebyl při svatbě vévody z Yorku a Elizabeth Bowes-Lyon zakryt speciálním červeným kobercem.
Před svou smrtí v roce 2002 vyjádřilo její Veličenstvo královna Alžběta, královna matka, přání, aby byl její pohřební věnec umístěn na hrob Neznámého vojína. Její dcera, královna Alžběta II., ho tam pak den po pohřbu sama položila.
Neznámý vojín se umístil na 76. místě v anketě 100 největších Britů. Charitativní projekt LMS-Patriot Project po něm pokřtil jednu parní lokomotivu, která teď nese jméno LMS Patriot Class 5551 The Unknown Warrior. Lokomotiva bude novým přírůstkem National Memorial Engine a bude tak navazovat na tradici památečních parních lokomotiv třídy Patriot a jejich předchůdců. Veřejná výzva ke zkonstruování lokomotivy byla podána v roce 2008 a práce na ní pokračují dodnes.

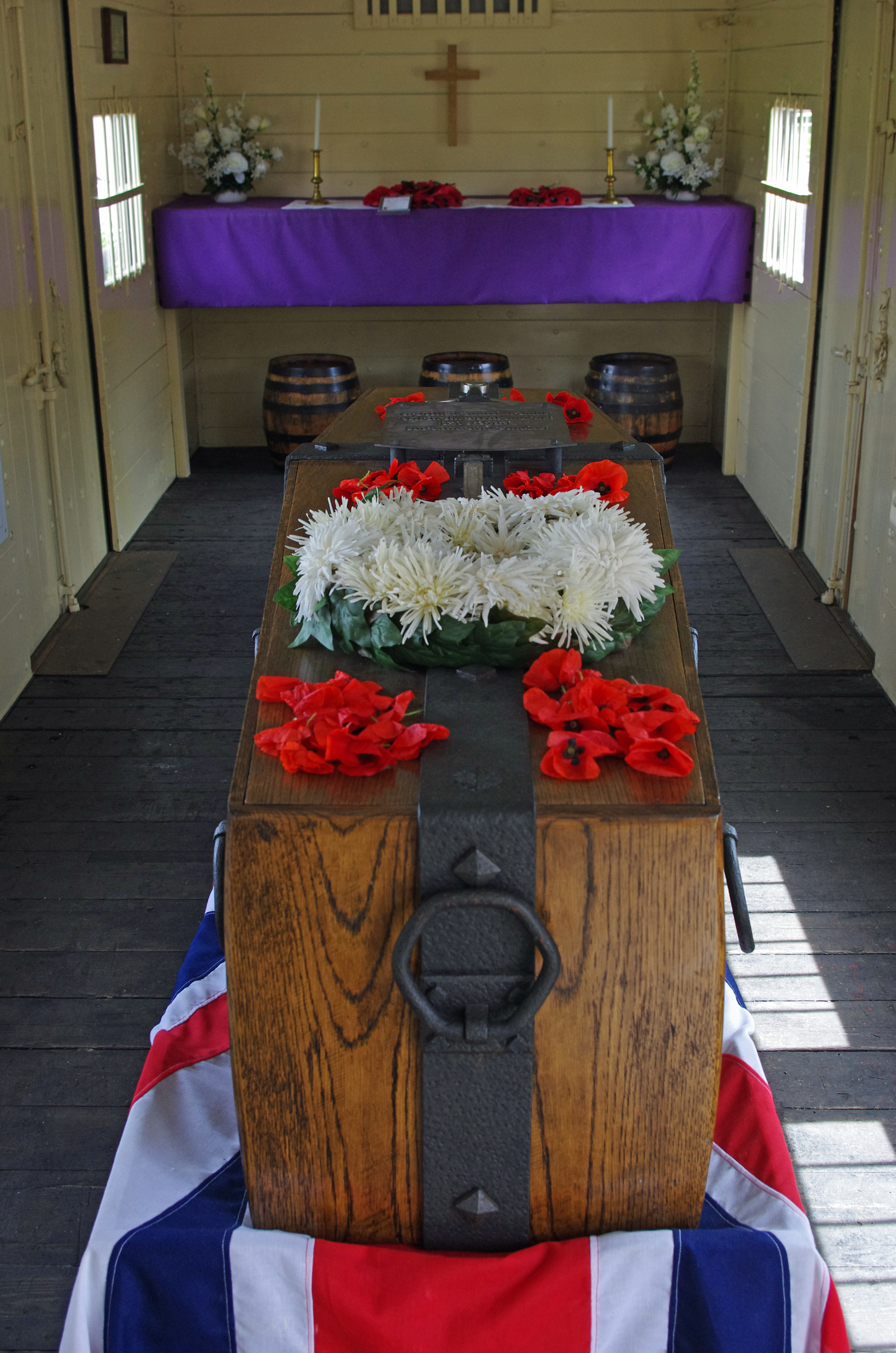
Replika rakve neznámého vojína; interiér Cavellova vagónu, Bodiam

K uctění památky neznámého vojína složily věnce hlavy více než 70 států.
U příležitosti 100. výročí pohřbu se v opatství konal obřad, kterého se zúčastlila královna, princ Charles i předseda vlády. Ceremonie byla v přímém přenosu vysílána televizí BBC. Dvorní básník Simon Armitage tam přečetl, pro tuto příležitost složenou, báseň „The Bed“.

## Související památníky
Od roku 1920 byly neznámému vojínovi vybudovány tři další památníky:
- v St. Pol, kde byl neznámý vojín vybrán[16]
- v přístavu Dover, odkud byl neznámý vojín vynesen na břeh[17]
- ve Victoria Station v Londýně, kde neznámý vojín spočíval před svým pohřbem 11. listopadu[18]

### Citované práce
- [s.l.]: [s.n.] ISBN 978-0-552-14976-1.
- [s.l.]: [s.n.] ISBN 978-0-00-713751-0.

## Další čtení
- The Story of the British Unknown Warrior, M. Gavaghan